# Johan August Ahlstrand
Johan August Ahlstrand, född den 25 augusti 1822 i Växjö, död den 14 juni 1896 i Stockholm, var en svensk biblioteksman, son till domprost Anders Gustaf Ahlstrand.

## Biografi
Ahlstrand var bibliotekarie vid Kungliga Vetenskapsakademiens bibliotek 1856–1893. Han var även amanuens och senare vice kunglig bibliotekarie vid Kungliga biblioteket 1865–1878. Ahlstrand var en av de första svenska biblioteksmän som röjde djupare förståelse för modern biblioteksteknik. Särskilt betydelsefullt blev Ahlstrands arbete i vetenskapsakademins bibliotek, vilket under hans ledning växte ut till Sveriges främsta naturvetenskapliga boksamlingar. I yngre år deltog Ahlstrand med stor sakkunskap i Svenska fornskriftsällskapets utgivningsverksamhet. Han invaldes 1889 i Vetenskapsakademien.